# Shemu Joyah
 (juin 2024).
La mise en forme du texte ne suit pas les recommandations de Wikipédia : il faut le « wikifier ».
Les points d'amélioration suivants sont les cas les plus fréquents. Le détail des points à revoir est peut-être précisé sur la page de discussion.
- Les titres sont pré-formatés par le logiciel. Ils ne sont ni en capitales, ni en gras.
- Le texte ne doit pas être écrit en capitales (les noms de famille non plus), ni en gras, ni en italique, ni en « petit »…
- Le gras n'est utilisé que pour surligner le titre de l'article dans l'introduction, une seule fois.
- L'italique est rarement utilisé : mots en langue étrangère, titres d'œuvres, noms de bateaux, etc.
- Les citations ne sont pas en italique mais en corps de texte normal. Elles sont entourées par des guillemets français : « et ».
- Les listes à puces sont à éviter, des paragraphes rédigés étant largement préférés. Les tableaux sont à réserver à la présentation de données structurées (résultats, etc.).
- Les appels de note de bas de page (petits chiffres en exposant, introduits par l'outil «  Source ») sont à placer entre la fin de phrase et le point final[comme ça].
- Les liens internes (vers d'autres articles de Wikipédia) sont à choisir avec parcimonie. Créez des liens vers des articles approfondissant le sujet. Les termes génériques sans rapport avec le sujet sont à éviter, ainsi que les répétitions de liens vers un même terme.
- Les liens externes sont à placer uniquement dans une section « Liens externes », à la fin de l'article. Ces liens sont à choisir avec parcimonie suivant les règles définies. Si un lien sert de source à l'article, son insertion dans le texte est à faire par les notes de bas de page.
- La présentation des références doit suivre les conventions bibliographiques. Il est recommandé d'utiliser les modèles {{Ouvrage}}, {{Chapitre}}, {{Article}}, {{Lien web}} et/ou {{Bibliographie}}. Le mode d'édition visuel peut mettre en forme automatiquement les références.
- Insérer une infobox (cadre d'informations à droite) n'est pas obligatoire pour parachever la mise en page.

Pour une aide détaillée, merci de consulter Aide:Wikification.
Si vous pensez que ces points ont été résolus, vous pouvez retirer ce bandeau et améliorer la mise en forme d'un autre article.
Charles Shemu Joyah, né en 1959, est un producteur et réalisateur originaire du Malawi, bien qu'il soit né au Zimbabwe. Son troisième film, The Road to Sunrise, a été choisi pour représenter le Malawi dans la catégorie du meilleur film en langue étrangère lors de la 91e cérémonie des Oscars.

## Vie privée
Shemu Joyah est né au Zimbabwe de parents malawiens. Il est ensuite retourné au Malawi pour y poursuivre des études en mathématiques et en physique à l'université du Malawi, Chancellor College. Par la suite, il s'est rendu au Royaume-Uni où il a obtenu un baccalauréat spécialisé en sciences d'arpentage et de cartographie à l'université de Londres-Est. Actuellement, Joyah travaille comme géologue et consultant foncier et immobilier au Malawi. Il utilise les revenus de ses services de conseil pour financer plusieurs de ses projets artistiques.

### Carrière artistique
Joyah est un écrivain et producteur talentueux, ayant publié plusieurs nouvelles dans des anthologies ainsi qu'un livre. Auteur reconnu, il écrit également les scénarios des films qu'il produit, dont Saisons de la vie et Le Dernier Bateau de pêche.

### Les saisons d'une vie
Season of a Life a été écrit, tourné, monté et réalisé par Shemu Joyah. Le film a reçu des acclamations internationales et a été présenté dans plusieurs festivals de cinéma à travers le monde, remportant sept prix. Il a également été nommé pour des distinctions aux festivals de cinéma du Kenya, du Caire et de Zanzibar,. Ce drame judiciaire malawien, tourné sur place au Malawi, raconte l'histoire d'une travailleuse domestique agressée sexuellement par son employeur, qui lutte pour s'émanciper et améliorer sa vie. Le film a été nommé dans huit catégories aux 6e Africa Movie Academy Awards, y compris pour le meilleur scénario et la meilleure bande originale. L'actrice Tapiwa Gwaza a remporté le prix Nollywood de la meilleure performance d'une actrice dans un second rôle.

### Le dernier bateau de pêche
Le film raconte l'histoire d'un pêcheur dont les moyens de subsistance sont bouleversés par l'industrie du tourisme. Il explore la dynamique entre le mode de vie traditionnel et la vie moderne.

### La route vers le lever du soleil
Il a été le premier film malawien sélectionné pour concourir dans la catégorie du meilleur film en langue étrangère lors de la 91e cérémonie des Oscars, bien qu'il n'ait pas été nommé. C'était la première fois que le Malawi soumettait un film dans cette catégorie.

## Livres
- Danger in the Lake, Heineman African & Caribbean Writers – 1998 [7]
- Rays of Hope, (nouvelle), publiée dans une anthologie - 1990, (Lauréat du concours d'arts et de littérature du British Council au Malawi).

## Chronologie du film
- The Road to Sunrise,2017
- The Last fishing Boat, 2012
- Seasons of a Life, 2009